# Cylindropuntia imbricata
Opuntia imbricata és una espècie fanerògama de la família de les Cactàcies, nativa de Mèxic. Cactus de forma arborescent, molt ramificat, que pot arribar a mesurar fins a 5 m d'alçada. Els seus noms comuns són: Cardón, cardenche, entraña, tasajo, velas de coyote. Distrito Federal: xoconochtli (náhuatl), coyonostli, joconostli, joconostli, tuna joconostli; Estado de México: yanaxoconostle.

## Descripció
És carnós i sembla com si estigués inflat, no té fulles i està proveït d'espines. Les flors són de color rosa fort i els fruits són carnosos. Originària de Mèxic. Present en climes semisecs i temperats i es pot trobar entre els 2000 i els 2750m d'altitud. Associat a les zones de pastura, matollar xeròfil, alzinars, pinedes i sabines (Juniperus).

## Taxonomia
Opuntia imbricata va ser descrita per Augustin Pyrame de Candolle i publicada a Prodromus Systematis Naturalis Regni Vegetabilis 3: 471. 1828. (Prodr.).

### Etimologia
- Opuntia: nom genèric que prové del grec usat per Plini el Vell per a una planta que va créixer al voltant de la ciutat d'Opunte a Grècia.[4]
- imbricata: epítet llatí que significa imbricada, apinyada o superposada.[5]

## Etnobotànica i antropologia
Aquesta espècie de nopal es fa servir com a remei de diverses malalties com la tos, diabetes, ossos trencats, a més a més d'utilitzar-se com a diürètic. Per combatre la tos, primer s'eliminen les espines del fruit, després s'obre i se n'extreu tota la polpa amb les llavors deixant només la closca a la qual se li afegeix sucre, després es fa al forn i en acabat s'ajunta amb el suc i es beu. La closca es pot aplicar sobre el pit fins que es refredi durant dues o tres tardes abans d'anar a dormir fins a trobar-se millor.
Per tractar la diabetes, al fruit madur se li elimina la closca o coberta i se li fan uns forats al voltant; després es col·loca en un got ple d'aigua, el qual es deixa exposat fora durant la nit. L'endemà es retira el fruit i es pot beure el líquid en dejú. És utilitzat de la mateixa manera com a diürètic.
Per sanar els ossos trencats (prèviament immobilitzats) es barreja la part interna (parènquima) amb farina i clara d'ou i s'aplica sobre les parts afectades. Es pot utilitzar en lloc del guix, tant per animals com humans. La Opuntia imbricata és una planta originària de Mèxic, d'ús molt antic. Malauradament, manca d'estudis farmacològics que corroborin la seva efectivitat.